# Assunzione della Maddalena
L'Assunzione della Maddalena è un dipinto a olio su tela (110×78 cm) di Giovanni Lanfranco, realizzato tra il 1615 e il 1617 circa e conservato nel Museo nazionale di Capodimonte di Napoli.

## Storia
La tela fu eseguita su committenza del cardinale Odoardo Farnese per il suo camerino, detto degli Eremiti, sito tra il palazzetto Farnese e la chiesa di Santa Maria dell'Orazione e Morte a Roma. Odoardo Farnese trovò l'accordo con l'arciconfraternita per prendere in fitto il locale nel 1611, adibendolo a luogo di preghiera privato, utile in quanto affacciava sull'adiacente chiesa.
Una volta acquisito lo spazio Odoardo decise di commissionare a Giovanni Lanfranco l'intero ciclo decorativo del camerino, ossia quattro affreschi lungo le pareti laterali e nove tele disposte sul soffitto cassettonato, il tutto databile tra il 1615 e il 1617 (non si sa quando iniziarono i lavori, ma si sa che l'ultima ricevuta di pagamento risale al 1618). La scena dell'Assunzione fu proprio una di queste tele che decoravano la volta.

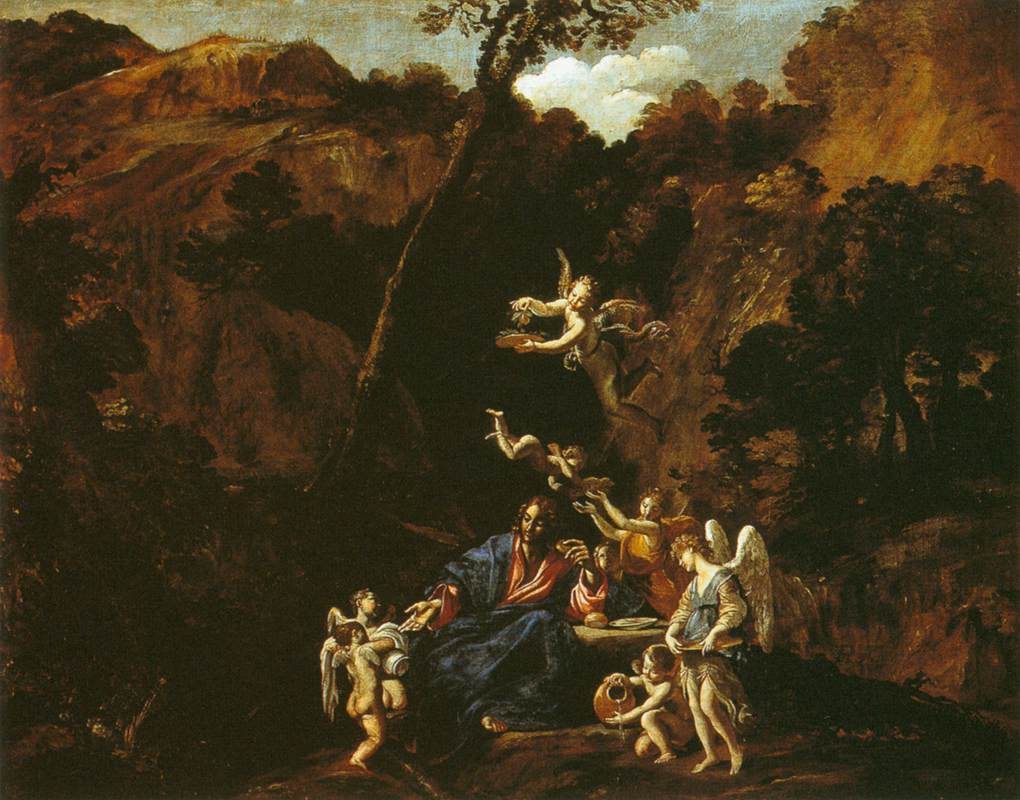
Cristo servito dagli angeli, altra tela già nel camerino degli Eremiti

Tra il 1653 e il 1662 il camerino fu smembrato ed i nove quadri, facenti parte della collezione Farnese, portati tutti a Parma. Nel 1680 il dipinto della Maddalena è infatti registrato nel palazzo del Giardino e quindi successivamente in quello della Pilotta.
Nel 1732 il camerino fu distrutto del tutto per via dei lavori di ampliamento della chiesa dell'Orazione. Il quadro della Maddalena fu ereditato nel 1734 da Carlo III di Borbone assieme al resto della collezione e epertanto trasferito a Napoli nel palazzo degli Studi, fin poi a confluire nel Museo di Capodimonte nel 1957.
Delle altre tele che decoravano il camerino, sette non sono oggi pervenute, mentre il Cristo servito dagli angeli è giunto anch'esso a Capodimonte; gli affreschi invece furono ricollocati nell'adiacente chiesa durante lavori di ristrutturazione che interessarono l'edificio nel Settecento.

## Descrizione
L'opera mostra una concezione scenica del tutto originale, con il punto di vista centrale e alto del dipinto, dov'è la figura la Maddalena portata in cielo da tre putti, mentre il resto del quadro è caratterizzato da un paesaggio panoramico che ricorda quelli del circondario romano, con colline, monti, laghi, campagna.
Lo stile si scosta da quello classicheggiante e ideale di Annibale Carracci, ma anche di Francesco Albani e del Domenichino, assumendo una nota naturalistica più concreta, anticipatrice dei paesaggi che Gaspard Dughet realizzerà un decennio dopo.
Poco successiva a questa composizione fu un'altra realizzazione simile del Lanfranco, compiuta per il cardinale Montalto e oggi al Museo Puskin di Mosca (anche se qui il paesaggio gioca un ruolo subordinato rispetto all'insieme). Il modello della Maddalena fu utilizzato in maniera pressoché identica anche nell'affresco di una costola della volta dell'oratorio dei Nobili di Napoli, intorno al 1646.